# Lubiechowo-Przystanek
Lubiechowo-Przystanek (deutsch Lübchow-Bahnhof) ist ein Wohnplatz in der Woiwodschaft Westpommern in Polen. Er gehört zur Gmina Karlino (Stadt- und Landgemeinde Körlin) im Powiat Białogardzki (Belgarder Kreis).
Der Wohnplatz liegt in Hinterpommern, etwa 110 km nordöstlich von Stettin und etwa 20 km südöstlich von Kolberg.

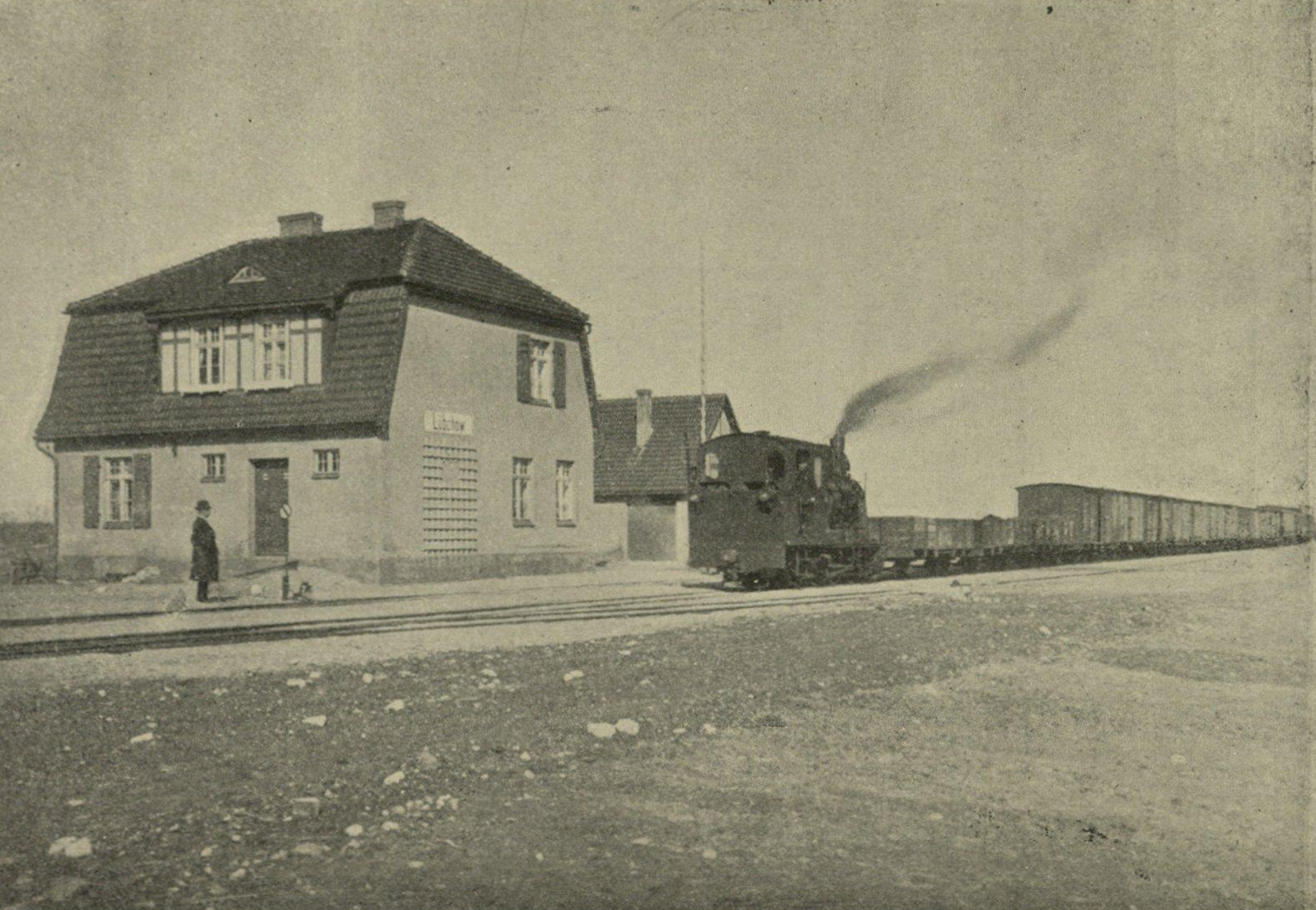
Bahnhof Lübchow, vor 1920

Der Wohnplatz ist aus einem Bahnhof der Kolberger Kleinbahn hervorgegangen. Im Jahre 1915 wurde die bisherige Bahnstrecke Groß Jestin–Groß Pobloth über Lübchow bis Körlin verlängert. Im selben Jahr wurde eine Stichstrecke von Lübchow nach Lustebuhr angelegt. Der Bahnhof „Lübchow“ wurde südlich von Lübchow am südlichen Rand des Gutsparkes angelegt. Die dort entstandene Bebauung wurde vor 1945 jedoch amtlich nicht als eigener Wohnplatz geführt.
1945 kam Lübchow, wie ganz Hinterpommern, an Polen. Die Kleinbahn ist heute stillgelegt. Die Bebauung am ehemaligen Bahnhof wird als eigener Wohnplatz „Lubiechowo-Przystanek“ geführt. Er gehört zum Schulzenamt Lubiechowo (Lübchow) in der Gmina Karlino (Stadt- und Landgemeinde Körlin).